# Molezuelas de la Carballeda
Molezuelas de la Carballeda est une municipalité espagnole de la communauté autonome de Castille-et-León et de la province de Zamora. En 2021, elle compte 47 habitants.